# خوریان
خوریان یکی از فرماندهان نظامی ایرانی در زمان شاهنشاه خسرو انوشیروان ساسانی (حک. ۵۷۹–۵۳۱) بود. او در تابستان ۵۴۹ میلادی فرمانده لشکری از ایرانیان در جنگ لازستان بود که با لشکر بزرگی از رومیان و لازها روبرو و پس از شکست، کشته شد.